# 1550 w polityce
Wydarzenia polityczne w 1550 roku.
- 12 grudnia - edykt Zygmunta II Augusta przeciwko heretykom potwierdza immunitety Kościoła oraz przewiduje kary infamii i banicji za odstępstwo od katolicyzmu[1].

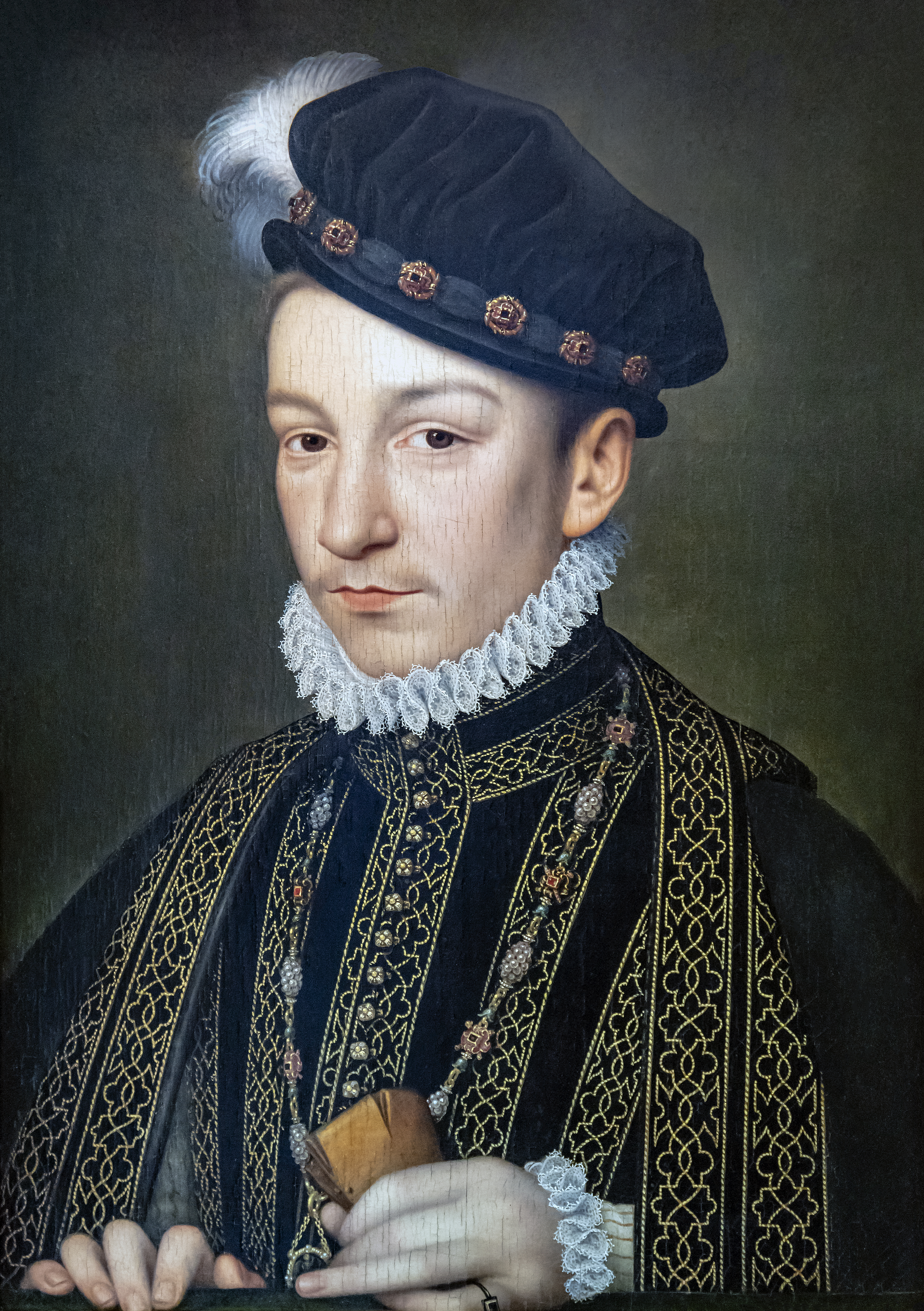
Karol IX Walezjusz

## Urodzili się
- 27 czerwca – Karol IX Walezjusz, król Francji[2].
- 29 września – Joachim Fryderyk, książę legnicko-brzeski[3].
- 4 października – Karol IX Waza, król Szwecji[4].

## Zmarli
- 29 marca – Stanisław Łaski, polski dyplomata[5].